# مسجد الشاه (أصفهان)

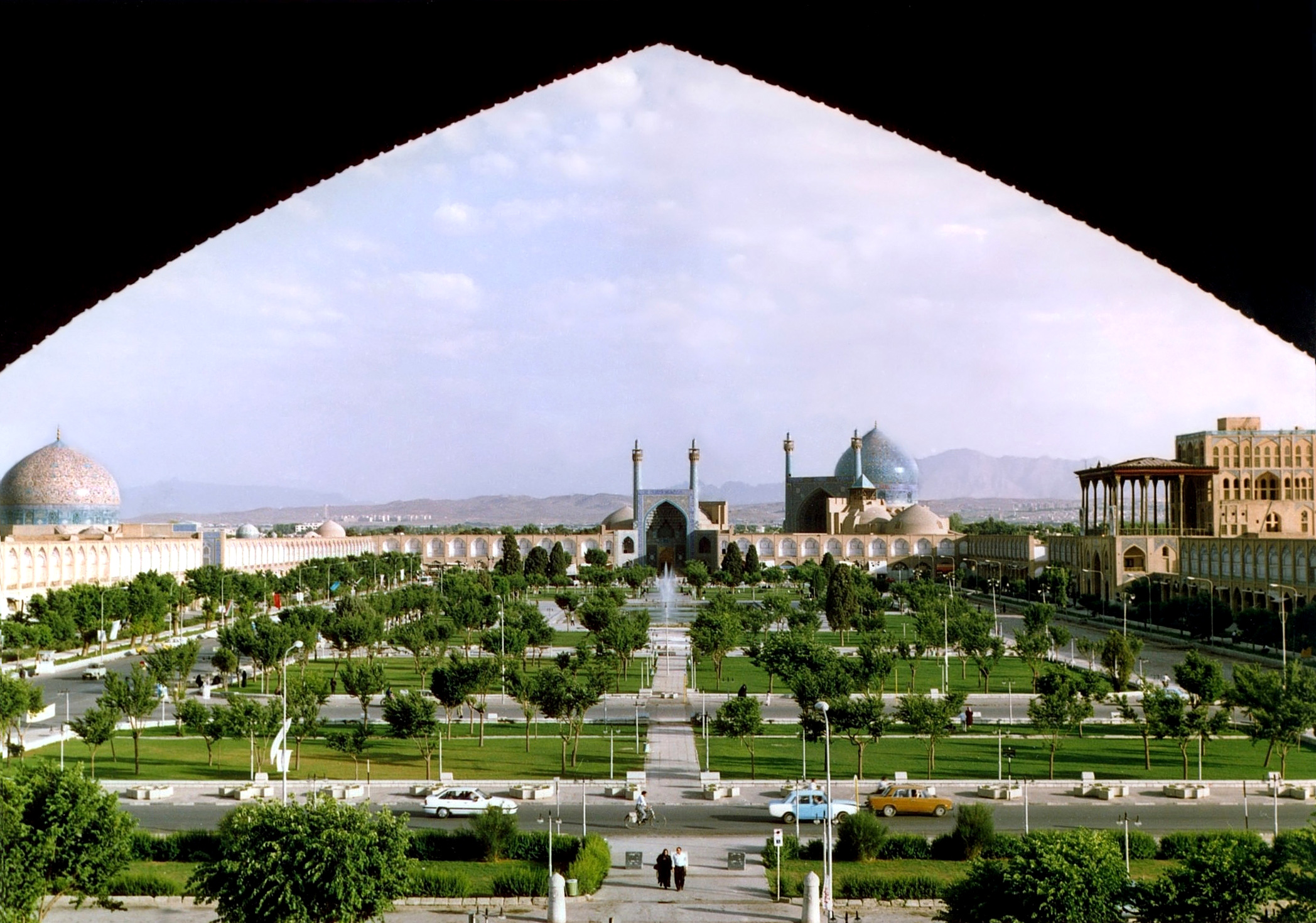
المسجد في جنوب سحاة نقش جهان.

مسجد الشاه (بالفارسية: مسجد شاه) ويُعرف أيضًا باسم مسجد الإمام نسبةً إلى الإمام الخميني بعد عام 1979. مسجد جامع يقع في مدينة أصفهان الإيرانيّة، وتحديدًا في جنوب ساحة نقش جهان. يعود تاريخ تشييده إلى عام 1629، حيث يُعتبر من أهم المعالم الاثرية المتبقية من عهد شاه عباس الاول. تم تصنيفه على قائمة التراث العالمي التابعة لمنظمة الأمم المتحدة للتربية والعلم والثقافة (يونيسكو) إلى جانب ساحة نقش جهان في عام 2012.

## التصميم
يُعتبر هذا المسجد من أهم معالم العمارة الإيرانية في الفترة الصفوية. ويتجسد فيه أعمال الزخرفة بأنواع القاشاني والنحت على الأحجار وعظمة القبة وارتفاع مآذنه التي يبلغ ارتفاعها 48 مترًا، بينما يبلغ ارتفاع القبة ذات الجدارين 54 مترًا. ويُقدر الفاصل فيما بين الجدارين الداخلي والخارجي للقبة حوالي 15 مترًا.

## معرض الصور

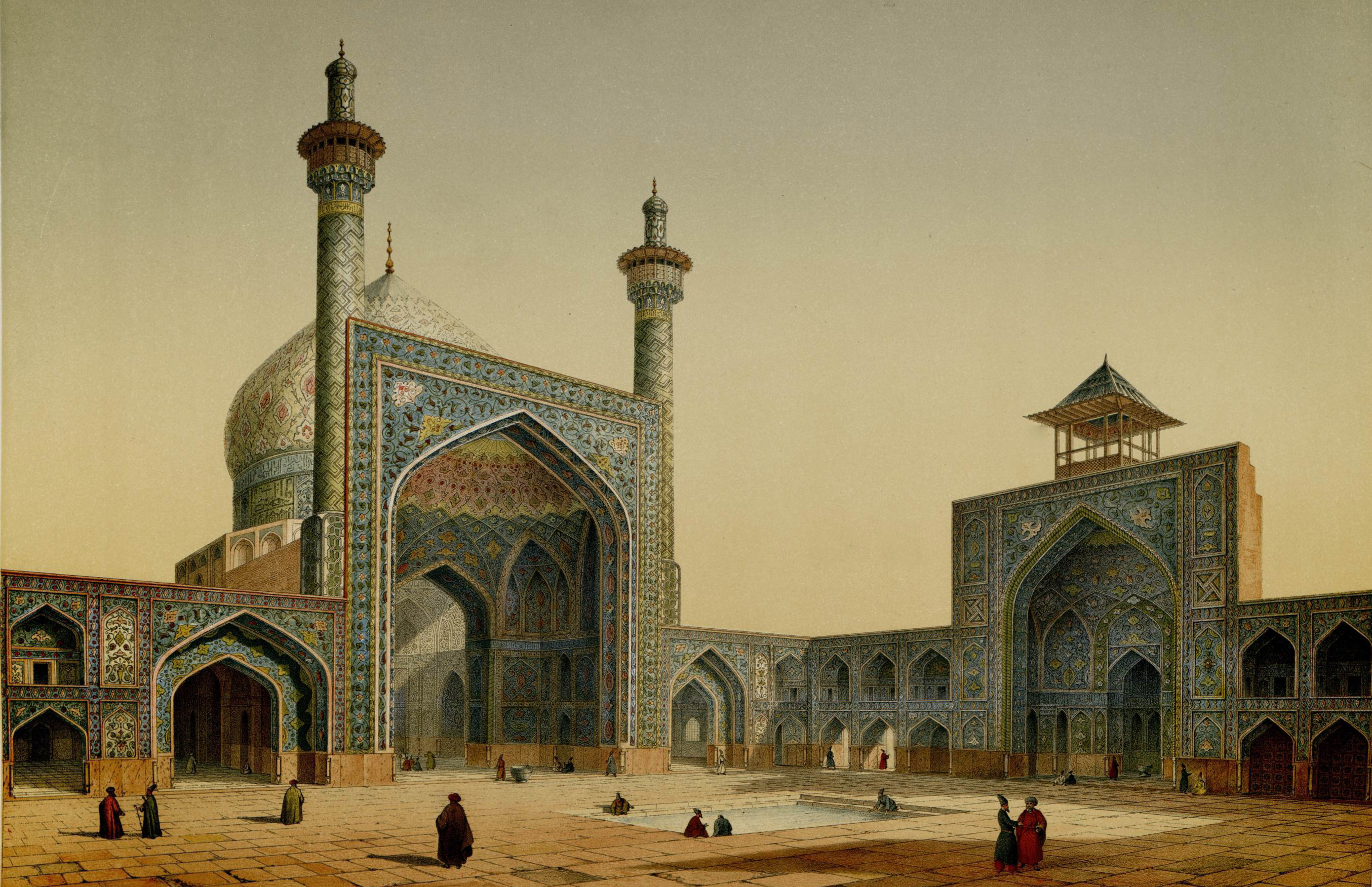
لوحة للمسجد تعود لعام 1840.
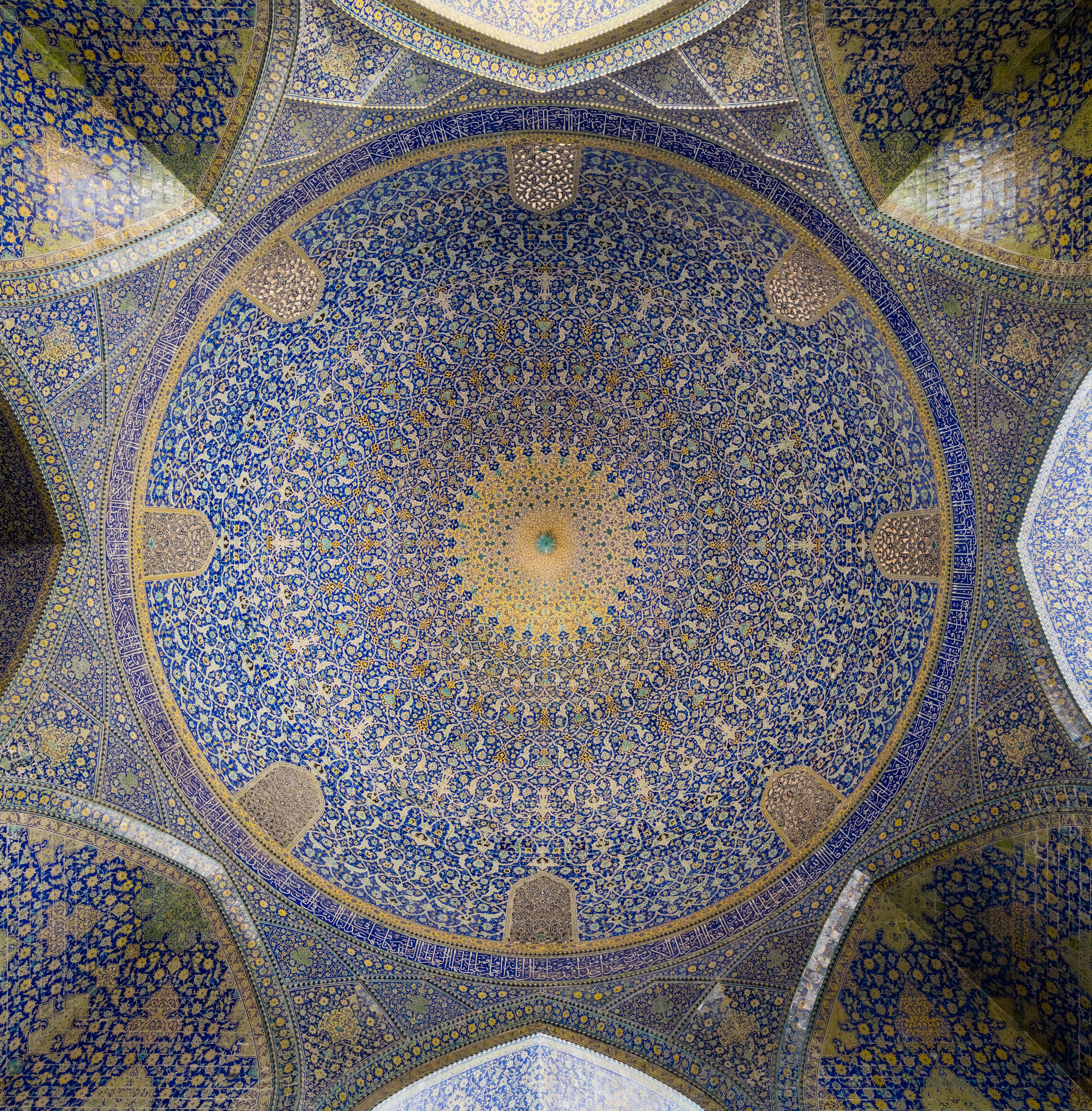
المنظر السفلي من داخل القبة الرئيسية
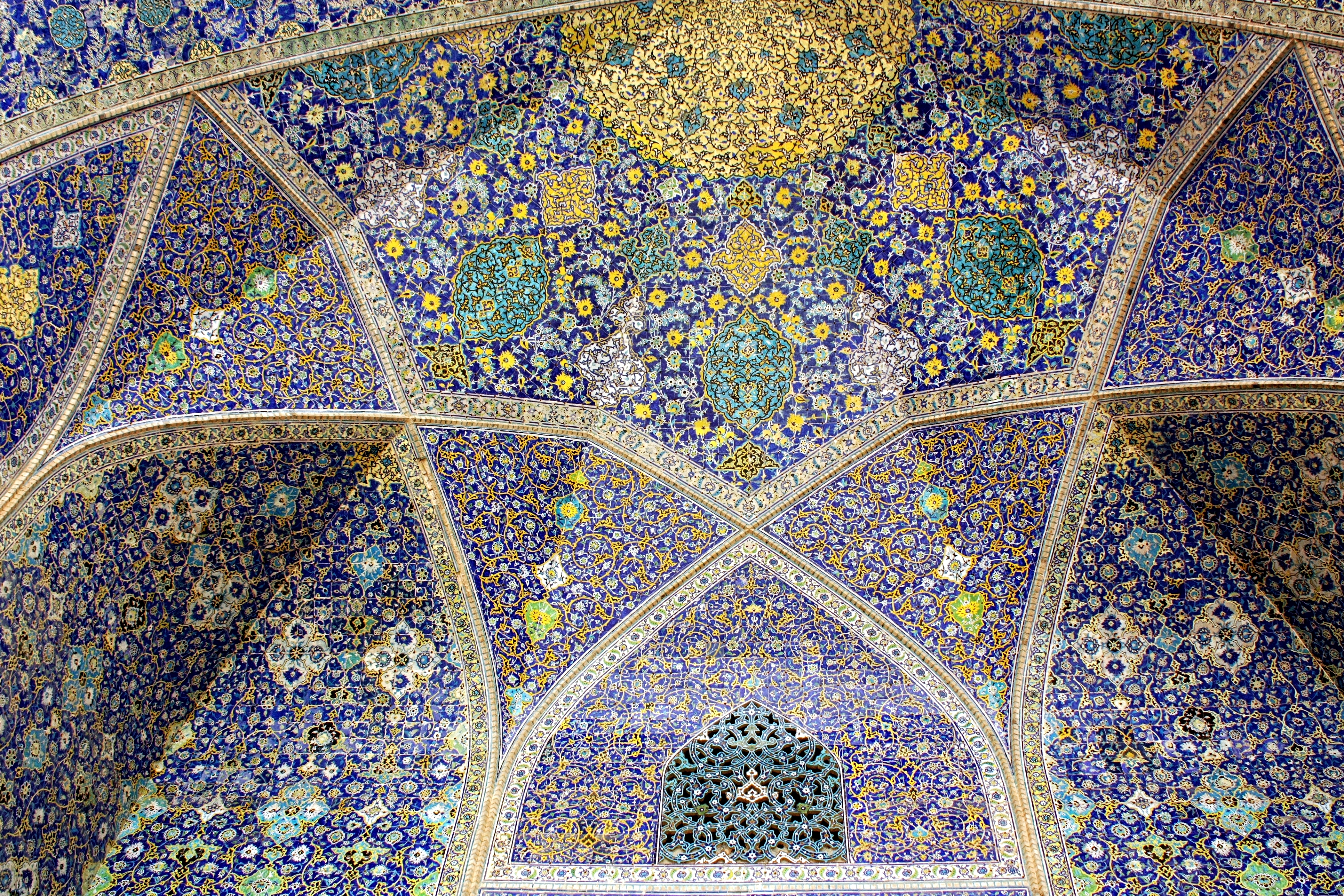
قبة المسجد من الداخل.
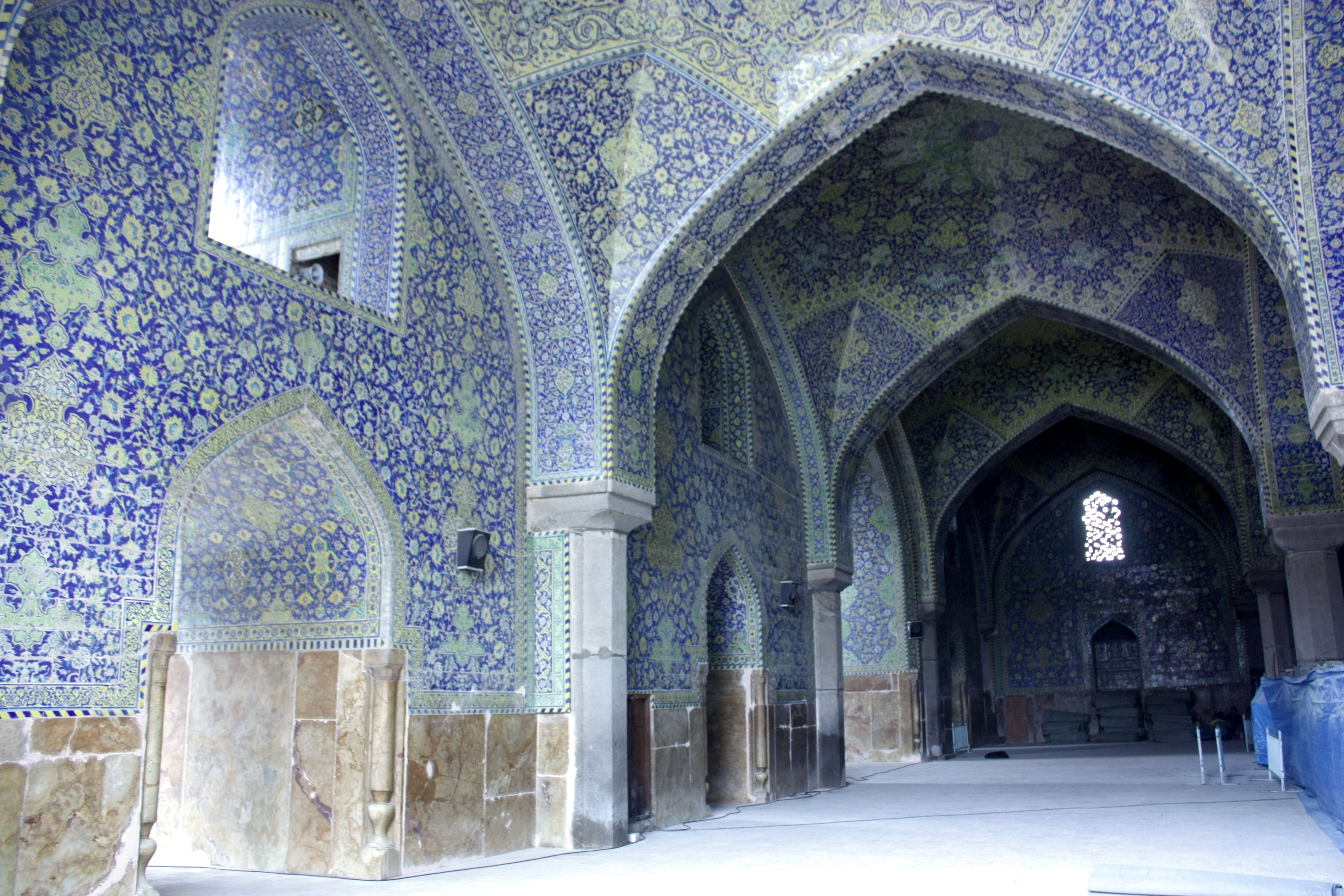
المسجد من الداخل.
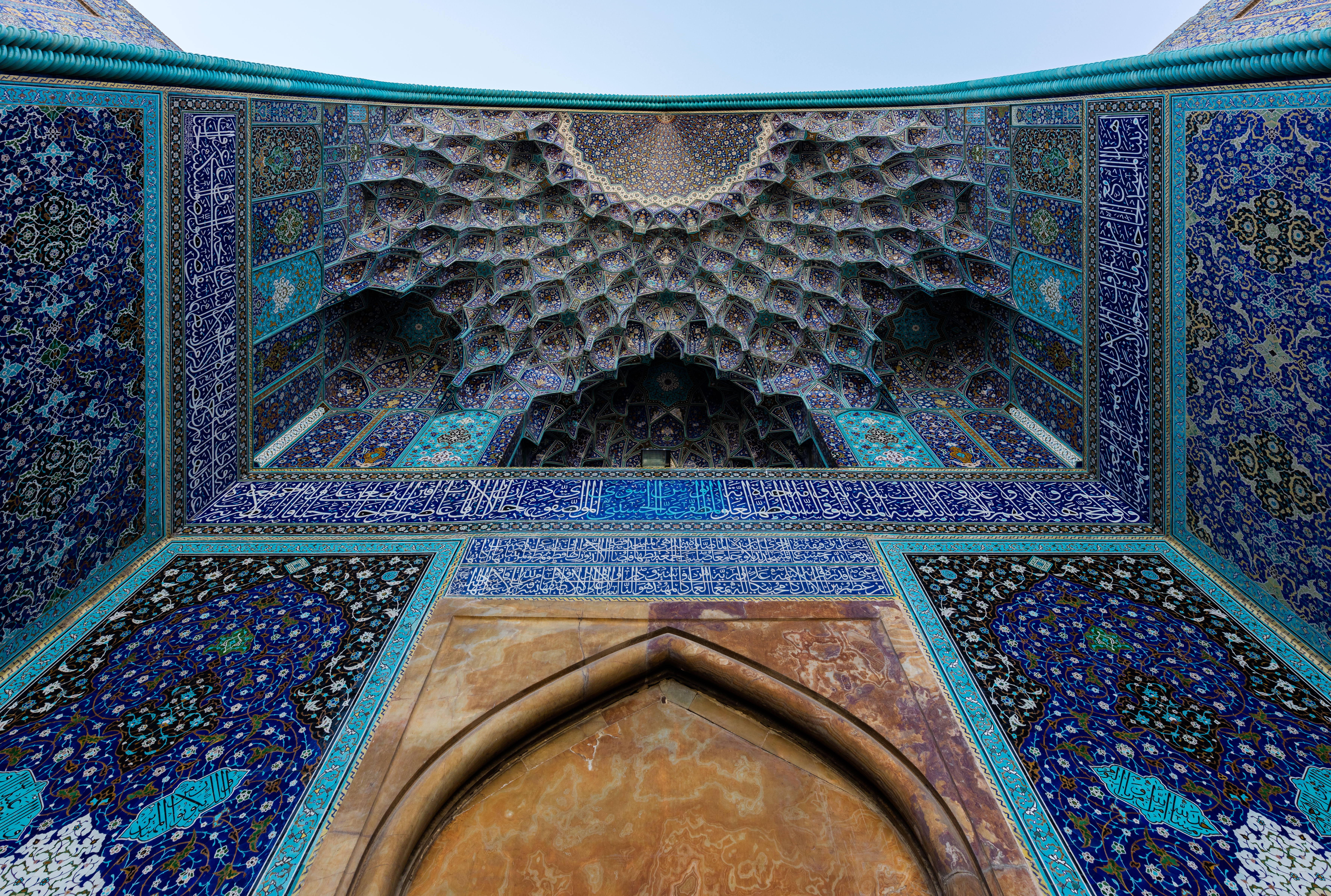
فسيفساء إيوان المسجد

## وصلات خارجية
- لقطة 360 درجة بانوراميّة ليليّة لساحة نقش جهان والمسجد.
- فيديو مآذن أصفهان